# Jacqueline Nacache
Pour les articles homonymes, voir Nacache.
Jacqueline Nacache, née le 18 avril 1953 à Constantine en Algérie, est une essayiste, théoricienne du cinéma, professeure des universités et critique de cinéma française. 

## Biographie
Agrégée de lettres classiques, Jacqueline Nacache devient critique de cinéma à la fin des années 1970. Elle collabore à de nombreux magazines ou revues comme Cinéma (10 ans), La Revue du cinéma (7 ans), Le Mensuel du cinéma (2 ans), Positif, L’Université Syndicaliste Magazine (depuis 1998), L'Avant-Scène Cinéma, Bref (depuis 1992), La Saison cinématographique (depuis 1987), Le Matin de Paris (1 an).

## Publications

### Ouvrages écrits seule
- Ernst Lubitsch - to Be Or Not to Be , Paris, CNDP, coll. « Arts au singulier- Cinéma», 2013  (ISBN 2240031816)  (ISBN 978-2240031815)  — Baccalauréat Cinema 2013

- L’Acteur de cinéma, Nathan-Université, 2003, rééd. Armand Colin, 2005 (traduit en espagnol : El actor de cine, Barcelona / Buenos Aires / Mexico ed. Paidós Iberica, trad. Manel Martí y Viudes, 2006)
- Hollywood, l’ellipse et l’infilmé, L’Harmattan, Champs Visuels, 2001
- Le Film hollywoodien classique, Paris, Nathan-Université, Collection « 128 », 1995 (traduit en italien : Il Cinema classico hollywoodiano, trad. Cinzia Tafani, Genova, Le Mani, 1996 ; en espagnol : El Cine de Hollywood, trad. Carla Revuelta, Madrid, Acento Editorial, 1997 ; en coréen (Ed. Nathan Press through Shinwon Agency, Seoul)
- Lubitsch, Edilig, collection “Cinégraphiques”, 1987.  (ISBN 2856011691)  (ISBN 978-2856011690)

### Directions d’ouvrages
- L’Analyse de film en question – Regards, champs, lectures, sous la direction de Jacqueline  Nacache, Paris, L’Harmattan, Champs Visuels, 2006
- L’Acteur de cinéma, approches pluridisciplinaires, actes du colloque de Cerisy-la-Salle  organisé en septembre 2005, en collaboration avec Geneviève Sellier, Vincent Amiel et Christian Viviani, Presses universitaires de Rennes.

### Traductions
- Le Star-système hollywoodien, Richard Dyer, L’Harmattan, Champs Visuels Etrangers, 2004 (sous la direction de Geneviève Sellier).

### Documents pédagogiques
- Roger et moi (BIFI,1999).
- Les Silences du palais (BIFI, 1998).
- Matilda (Films de l’Estran / CNC, 1999).
- Les 5000 doigts du Docteur T. (Films de l’Estran / CNC, 1996)